# 7 stycznia
7 stycznia jest 7. dniem w kalendarzu gregoriańskim. Do końca roku pozostało 358 (w latach przestępnych 359) dni.

## Święta
- Imieniny obchodzą: Chociesław, Julian, Kanut, Kryspin, Lucjan, Łucjan, Mateusz, Nicetas, Rajmund, Rajmunda, Rajnold, Teodor, Walenty, Walentyn i Wirginia.
- Polska – Dzień Dziwaka[1]
- Kambodża – Dzień Wyzwolenia
- Kościół neounicki – Po-święto Teofanii, Uroczystość Poprzednika i Chrzciciela Pańskiego Jana[2]
- Kościół prawosławny, Katolickie Kościoły wschodnie – Narodzenie Chrystusa (jedno z 12 głównych świąt)
- Włochy – Dzień Flagi Narodowej
- Wspomnienia i święta w Kościele katolickim[3][4] obchodzą:
  - św. Aldryk(inne języki) (†836, biskup Sens)
  - św. Cedd (benedyktyński biskup)
  - św. Kanut Lavard (książę)
  - św. Lucjan z Antiochii (prezbiter i męczennik)
  - bł. Maria Teresa Haze (zakonnica)
  - bł. Mateusz z Agrigento (biskup)
  - św. Nicetas z Remezjany, biskup (również 22 czerwca)
  - św. Rajmund z Penyafort

## Wydarzenia w Polsce
- 1353 – Henryk II z Bancz został biskupem lubuskim.
- 1414 – Michael Küchmeister von Sternberg został wybrany na wielkiego mistrza zakonu krzyżackiego.
- 1520 – Król Zygmunt I Stary wydał przywilej toruński wprowadzający jeden dzień pańszczyzny tygodniowo, w miejsce 2–4 dni w roku.
- 1601 – Wojna polsko-szwedzka o Inflanty: wojska polsko-litewskie odniosły miażdżące zwycięstwo nad Szwedami w bitwie pod Kiesią.
- 1734 – Wojna o sukcesję polską: 10-tysięczny korpus saski przekroczył polską granicę w okolicy Tarnowskich Gór i rozpoczął marsz na Kraków.
- 1794 – Pod naciskiem carycy Katarzyny II Rada Nieustająca unieważniła Order Virtuti Militari i zakazała jego noszenia.
- 1795 – Ostatni król Polski Stanisław August Poniatowski został wywieziony na zesłanie do Grodna.
- 1807 – IV koalicja antyfrancuska: wojska napoleońskie zdobyły Wrocław.
- 1921 – Powołano Radę Wojenną.
- 1928 – Założono Wojskowy Instytut Medycyny Lotniczej w Warszawie.
- 1933 – Premiera komedii filmowej 10% dla mnie w reżyserii Juliusza Gardana.
- 1939 – Odbył się pogrzeb Romana Dmowskiego.
- 1940 – W Krakowie ukazało się pierwsze wydanie gazety „Krakiwśki Wisti”, rozprowadzanej wśród Ukraińców w Generalnym Gubernatorstwie i III Rzeszy.
- 1945 – Rozpoczął działalność Instytut Nafty i Gazu w Krośnie (obecnie w Krakowie).
- 1946 – Miał miejsce trzeci atak UPA na Birczę.
- 1948 – W Poznaniu założono wydawnictwo Pallottinum.
- 1967 – Premiera filmu Sublokator w reżyserii Janusza Majewskiego.
- 1971 – Bokser Jerzy Kulej zakończył karierę sportową.
- 1980 – Premiera filmu kryminalnego Wściekły w reżyserii Romana Załuskiego.
- 1982:
  - W Płocku i Włocławku w ciągu doby temperatura spadła z +8 °C do –20 °C.
  - Runęła podmyta przez morze wieża wyciągowa Światowid w Jastrzębiej Górze.
- 1985 – Premiera filmu Szaleństwa panny Ewy w reżyserii Kazimierza Tarnasa.
- 1993 – Sejm RP przyjął tzw. ustawę antyaborcyjną.
- 1996 – Odbył się 4. Finał Wielkiej Orkiestry Świątecznej Pomocy.
- 2001 – Odbył się 9. Finał Wielkiej Orkiestry Świątecznej Pomocy.
- 2006 – Zyta Gilowska została powołana na stanowiska ministra finansów i wiceprezesa Rady Ministrów.
- 2007 – Abp Stanisław Wielgus zrezygnował z urzędu metropolity warszawskiego.

## Wydarzenia na świecie

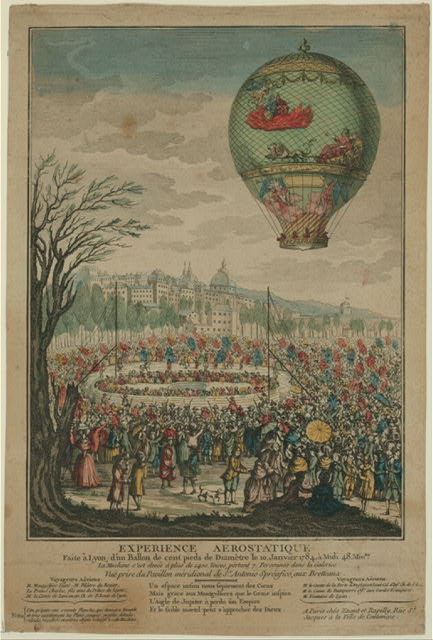
Balon wznoszący się nad Lyonem (1784)

- 1131 – Książę Jutlandii i Szlezwiku Kanut Lavard został zamordowany przez swoich kuzynów Magnusa Silnego i Henryka Skadelaara w zasadzce zorganizowanej w lesie koło Haraldstedu(inne języki) na Zelandii.
- 1325 – Alfons IV został królem Portugalii.
- 1355 – Na polecenie króla Portugalii Alfonsa IV została zamordowana Coimbrze Inês de Castro, jego synowa – żona późniejszego króla Piotra I Sprawiedliwego.
- 1414 – Tommaso Mocenigo został dożą Wenecji.
- 1439 – W wyniku uderzenia pioruna spłonęła angielska karaka „Grace Dieu”.
- 1551 – Na zamku Grimnitz zawaliła się podłoga komnaty, w której przebywali elektor Brandenburgii Joachim II Hektor i jego żona, królewna polska Jadwiga Jagiellonka, która w wyniku wypadku została kaleką. Jej mąż zdołał w ostatniej chwili chwycić się wystającej belki.
- 1558 – Francja odebrała Anglii Calais, jej ostatnią posiadłość na kontynencie.
- 1559 – Papież Paweł IV wydał brewe, upoważniające wielkiego inkwizytora Fernando de Valdésa do zbadania spraw wszystkich hiszpańskich biskupów pod kątem szerzenia protestantyzmu.
- 1566 – Kardynał Michele Ghislieri został wybrany na papieża i przybrał imię Pius V.
- 1608 – Pożar strawił Jamestown w Wirginii, pierwszą stałą osadę angielskich kolonistów w Ameryce Północnej.
- 1610 – Galileusz odkrył trzy z czterech największych księżyców Jowisza, nazywanych później księżycami galileuszowymi.
- 1611 – Wykonano wyroki śmierci na wspólnikach zbrodni węgierskiej księżnej Elżbiety Batory.
- 1646 – Włoch Vincenzo Carafa został generałem zakonu jezuitów.
- 1760 – Została odkryta kometa C/1760 A1, zwana Wielką Kometą 1760 roku lub Kometą Paryską.
- 1764 – Austriackie wojsko dokonało masakry ok. 400 zbuntowanych węgierskojęzycznych Seklerów we wsi Madéfalva (obecnie Siculeni w Rumunii).
- 1782 – W Filadelfii otwarto pierwszy komercyjny amerykański bank Bank of North America(inne języki).
- 1785 – Francuz Jean-Pierre Blanchard i Amerykanin John Jeffries dokonali pierwszego przelotu balonem nad kanałem La Manche.
- 1797 – W Reggio nell’Emilia poświęcono trójkolorowy sztandar Legionu Lombardzkiego(inne języki), który później przyjęto jako flagę zjednoczonych Włoch.
- 1804 – Wojny napoleońskie: wojska brytyjskie zajęły skalną wysepkę Rocher du Diamant u wybrzeży francuskiej Martyniki.
- 1808 – Ustanowiono austriacki Order Leopolda.
- 1814 – Król Hiszpanii Józef Bonaparte podpisał akt abdykacji.
- 1822 – Pierwsza grupa wyzwolonych niewolników amerykańskich przybyła do Liberii.
- 1826 – W Palermo odbyła się premiera opery Alahor w Grenadzie(inne języki) Gaetana Donizettiego.
- 1835 – W stolicy brazylijskiej prowincji Pará Belém wybuchło powstanie biedoty.
- 1839:
  - Louis Jacques Daguerre ogłosił, że używając srebra i miedzianej płytki wynalazł proces zwany dagerotypem. Data ta jest przyjęta za dzień narodzin fotografii.
  - W nocy z 6 na 7 stycznia potężny huragan zdewastował Irlandię, powodując śmierć kilkuset osób.
- 1856 – Stephen Allen Benson został prezydentem Liberii.
- 1865 – Zwycięstwo Indian nad armią amerykańską w bitwie pod Julesburgiem(inne języki) w Kolorado.
- 1878 – Anthony Gardiner został prezydentem Liberii.
- 1882 – Dokonano pierwszego zimowego wejścia na Zugspitze w Alpach Bawarskich, najwyższy szczyt Niemiec (2962 m).
- 1884 – Hilary Johnson został prezydentem Liberii.
- 1885 – Odbył się ślub rodziców Adolfa Hitlera.
- 1886 – Charles de Freycinet został po raz trzeci premierem Francji.
- 1888 – Amerykański astronom James Edward Keeler jako pierwszy zaobserwował jedną z przerw pomiędzy pierścieniami Saturna i nazwał ją Przerwą Enckego na cześć innego badacza Saturna, Johanna Franza Enckego.
- 1890 – Uruchomiono komunikację tramwajową we francuskim Clermont-Ferrand.
- 1892 – Abbas II został ostatnim kedywem Egiptu.
- 1896:
  - I wojna włosko-abisyńska: pod oblężone od 15 grudnia 1895 roku Mekelie podeszły główne siły abisyńskie pod wodzą cesarza Menelika II.
  - Francuski astronom Auguste Charlois odkrył planetoidy: (410) Chloris i (411) Xanthe.
  - Niemiecki astronom Max Wolf odkrył planetoidy (412) Elisabetha i (413) Edburga.
- 1898 – W Petersburgu odbyła się prapremiera baletu Rajmonda.
- 1902 – Po zdławieniu powstania bokserów cesarzowa Cixi powróciła do Pekinu.
- 1904 – Ustanowiono morski sygnał alarmowy CQD.
- 1906 – Kinmochi Saionji został premierem Japonii.
- 1910 – Nad Mourmelon-le-Grand we Francji Hubert Latham(inne języki) jako pierwszy pilot w historii wzbił się samolotem na wysokość ponad 1 km.
- 1912 – Wojna włosko-turecka: zwycięstwo floty włoskiej w bitwie w zatoce Kunfuza.
- 1916 – I wojna światowa: zwycięstwo wojsk czarnogórskich nad austro-węgierskimi w bitwie pod Mojkovacem.
- 1920 – Wojna domowa w Rosji: Armia Czerwona wyparła „białych” z Nowoczerkaska.
- 1922 – Niższa izba irlandzkiego parlamentu ratyfikowała traktat angielsko-irlandzki kończący irlandzką wojnę o niepodległość.
- 1924:
  - George Gershwin rozpoczął pracę nad swym najsłynniejszym utworem – Błękitną rapsodią.
  - Założono Międzynarodową Federację Hokeja na Trawie (FIH).
- 1927:
  - Amerykański zespół koszykarski Harlem Globetrotters rozegrał swój pierwszy mecz.
  - Przeprowadzono pierwszą transatlantycką rozmowę telefoniczną (Nowy Jork-Londyn).
- 1928:
  - Dokonano oblotu radzieckiego samolotu Po-2 (kukuruźnika).
  - W Londynie wezbrana z powodu nagłej odwilży Tamiza zatopiła centrum miasta, powodując śmierć 14 osób.
- 1929:
  - Ante Pavelić założył we Włoszech faszystowską chorwacką organizację ustaszy.
  - Przeprowadzono pierwszą rozmowę telefoniczną między Holandią a Holenderskimi Indiami Wschodnimi.
- 1932 – Amerykański sekretarz stanu Henry Stimson wystosował notę do rządu Japonii sprzeciwiającą się japońskiej agresji na Chiny.
- 1935 – W Rzymie podpisano szereg układów włosko-francuskich.
- 1936 – W Hiszpanii rozwiązano parlament.
- 1937 – Odbył się ślub przyszłej królowej Holandii Juliany i niemieckiego arystokraty Bernharda zu Lippe-Biesterfelda.
- 1939 – Wszedł do służby niemiecki pancernik „Scharnhorst”.
- 1940 – Wojna zimowa: zdecydowanym zwycięstwem wojsk fińskich zakończyła się bitwa na drodze Raate.
- 1942 – Front wschodni: zakończyła się bitwa pod Moskwą.
- 1945 – Front zachodni: Adolf Hitler nakazał wycofanie niemieckich jednostek biorących udział w ofensywie w Ardenach.
- 1948 – Wojna domowa w Mandacie Palestyny: 15 Arabów zginęło w zamachu bombowym w Jerozolimie dokonanym przez żydowską organizację Irgun.
- 1950 – 41 osób zginęło w pożarze szpitala psychiatrycznego w Davenport w stanie Iowa.
- 1953 – Prezydent USA Harry Truman ogłosił zbudowanie pierwszej bomby wodorowej.
- 1954 – Premiera brytyjskiego komediodramatu Milioner bez grosza w reżyserii Ronalda Neame’a.
- 1958 – Rozpoczęła urzędowanie pierwsza Komisja Europejska pod przewodnictwem Niemca Waltera Hallsteina.
- 1959 – USA jako pierwszy kraj na świecie uznały kubański rząd Fidela Castro.
- 1960:
  - Kou Abhay(inne języki) został premierem Laosu.
  - Z przylądka Canaveral wystrzelono pierwszy pocisk balistyczny Polaris.
- 1961 – Na konferencji w Casablance spotkali się przywódcy radykalnych państw afrykańskich: Algierii, Egiptu, Ghany, Gwinei, Libii, Mali i Maroka, promując ideę utworzenia Stanów Zjednoczonych Afryki i podpisując Afrykańską Kartę Praw Ludności i Narodów.
- 1962 – W Makassar na wyspie Celebes doszło do nieudanej próby zamachu na prezydenta Indonezji Sukarno.
- 1964 – Roland Symonette został pierwszym premierem Bahamów.
- 1966 – Rząd RFN ogłosił poparcie dla amerykańskich działań w Wietnamie.
- 1968 – Została wystrzelona amerykańska sonda księżycowa Surveyor 7.
- 1970 – W Soweto założono południowoafrykański klub piłkarski Kaizer Chiefs FC.
- 1971 – W katastrofie amerykańskiego bombowca strategicznego B-52 Stratofortress na Jeziorze Michigan zginęła cała 9-osobowa załoga.
- 1972:
  - Na zakończenie dwudniowego szczytu w San Clemente w Kalifornii prezydent Richard Nixon i premier Eisaku Satō wydali wspólne oświadczenie przewidujące zwrot Okinawy Japonii 15 maja 1972 roku.
  - W katastrofie hiszpańskiego samolotu Sud Aviation Caravelle w górach na Ibizie zginęły 104 osoby.
- 1973 – Były żołnierz marynarki wojennej i członek „Czarnych Panter” 23-letni Mark Essex(inne języki) zastrzelił w Nowym Orleanie 8 osób (w tym 4 policjantów), a 11 ranił, po czym został zastrzelony przez policyjnego snajpera. 8 dni wcześniej zastrzelił w tym mieście jednego i postrzelił kolejnego policjanta.
- 1974 – Wybuchła krwawa, czteroletnia wojna między dwoma grupami szympansów w Parku Narodowym Potoku Gombe(inne języki) w Tanzanii, która została zarejestrowana i opisana przez brytyjską badaczkę szympansów Jane Goodall.
- 1976 – Amerykańska astronom Eleanor Helin odkryła planetoidę (2062) Aten, pierwszą należącą do grupy planetoid Atena, cechującej się mniejszą średnią odległością od Słońca niż Ziemia.
- 1977 – Założono chilijski klub piłkarski CD Cobreloa.
- 1979 – Wojna kambodżańsko-wietnamska: wojska wietnamskie wkroczyły do stolicy Kambodży Phnom Penh, obalając rządy Czerwonych Khmerów.
- 1981 – Muhammad az-Zarruk Radżab został sekretarzem generalnym Powszechnego Kongresu Ludowego – prezydentem Libii.
- 1985:
  - W czeskiej Jizerce zanotowano temperaturę –41 °C.
  - Wystrzelono pierwszą japońską międzyplanetarną sondę kosmiczną Sakigake.
- 1986:
  - Uruchomiono metro w Nowosybirsku.
  - Prezydent USA Ronald Reagan ogłosił znaczne zaostrzenie sankcji gospodarczych wobec Libii.
- 1989 – Po śmierci cesarza Hirohito nowym cesarzem Japonii został jego syn Akihito.
- 1990:
  - Zamknięto dla zwiedzających Krzywą Wieżę w Pizie.
  - Zniesiono karę śmierci w Rumunii.
- 1991 – Miał miejsce nieudany zamach stanu na Haiti, zorganizowany przez przywódcę paramilitarnego Rogera Lafontanta(inne języki).
- 1992 – Jugosłowiański MiG-21 zestrzelił koło Zagrzebia śmigłowiec z 5 obserwatorami ONZ.
- 1993 – Norweg Erling Kagge(inne języki) jako pierwszy zdobył samotnie biegun południowy.
- 1995 – Papież Jan Paweł II powołał metropolię hamburską.
- 1997:
  - 13 osób zginęło, a około 100 zostało rannych w zamachu bombowym na centrum handlowe w Algierze.
  - Amerykańska stacja telewizyjna NBC rozpoczęła emisję opery mydlanej Sunset Beach.
- 1998:
  - Kanadyjska minister ds. Indian Jane Stewart(inne języki) przeprosiła za traktowanie ludności tubylczej w przeszłości i ogłosiła ustanowienie „funduszu uzdrowienia” w wysokości 600 milionów dolarów kanadyjskich.
  - Został wystrzelony amerykański sztuczny satelita Księżyca Lunar Prospector.
- 1999 – Senat Stanów Zjednoczonych rozpoczął pierwszy od 130 lat proces impeachmentu prezydenta Billa Clintona.
- 2001 – John Kufuor został prezydentem Ghany.
- 2003 – 26 osób zostało skazanych na śmierć przez sąd wojskowy w Kinszasie za udział w zabójstwie byłego prezydenta Demokratycznej Republiki Kongo Laurenta-Désiré Kabili w styczniu 2001 roku. 45 osób uniewinniono.
- 2005 – Isidore Mvouba został premierem Konga.
- 2006:
  - 12 osób zginęło w katastrofie amerykańskiego śmigłowca UH-60 Black Hawk pod Tall Afar w Iraku.
  - 13 marynarzy zginęło w samobójczym zamachu bombowym Tamilskich Tygrysów na łódź patrolową koło portu Trincomalee na Sri Lance.
- 2007:
  - Charles Peter Kennedy ustąpił ze stanowiska przewodniczącego brytyjskich Liberalnych Demokratów.
  - W Seattle zaprezentowano stworzoną przez międzynarodowy zespół astronomów, dzięki teleskopowi Hubble’a, pierwszą trójwymiarową mapę rozkładu ciemnej materii we wszechświecie.
  - Z powodu rosyjsko-białoruskiego konfliktu celnego wstrzymano dostawy do Polski i Niemiec przez rurociąg naftowy „Przyjaźń”.
- 2008:
  - Litokwa Tomeing został prezydentem Wysp Marshalla.
  - Pierwszy raz w historii odwołano ceremonię wręczenia Złotych Globów, a laureaci zostali ogłoszeni na konferencji prasowej.
- 2009 – John Atta-Mills został prezydentem Ghany.
- 2011 – W Jordanii rozpoczęły się masowe protesty społeczne.
- 2015 – 12 osób zginęło, a 11 zostało rannych w wyniku ataku dwóch islamistycznych terrorystów na siedzibę czasopisma satyrycznego „Charlie Hebdo” w Paryżu.
- 2017 – Nana Akufo-Addo został prezydentem Ghany.
- 2020 – Sebastian Kurz został kanclerzem Austrii.

## Urodzili się
- 1355 – Thomas Woodstock, angielski możnowładca (zm. 1397)
- 1502 – Grzegorz XIII, papież (zm. 1585)
- 1520 – Peder Oxe, duński polityk, minister finansów i skarbnik Danii (zm. 1575)
- 1528 – Joanna d’Albret, hrabina Foix, królowa Nawarry (zm. 1572)
- 1624 – Guarino Guarini, włoski architekt (zm. 1683)
- 1634:
  - Adam Krieger, niemiecki kompozytor (zm. 1666)
  - Katarzyna Sobieska, polska szlachcianka (zm. 1694)
- 1638 – Filippo Bonanni, włoski jezuita, zoolog, przyrodnik (zm. 1725)
- 1647 – Wilhelm Ludwik, książę Wirtembergii (zm. 1677)
- 1652 – Pavao Ritter Vitezović, chorwacki pisarz, historyk, językoznawca (zm. 1713)
- 1653 – Bernhard Albinus, niemiecki lekarz, uczony (zm. 1721)
- 1661 – Maria od Aniołów, włoska karmelitanka, błogosławiona (zm. 1717)
- 1701 – Johann Nicolaus Frobes(inne języki), niemiecki matematyk, filozof (zm. 1756)
- 1706 – Johann Heinrich Zedler, niemiecki wydawca, encyklopedysta (zm. 1751)
- 1716 – James Smith-Stanley, brytyjski arystokrata, polityk (zm. 1771)
- 1718 – Israel Putnam, amerykański generał (zm. 1790)
- 1724 – Wichard Joachim Heinrich von Möllendorf, pruski feldmarszałek (zm. 1816)
- 1745 – Johan Christian Fabricius, duński entomolog, ekonomista (zm. 1808)
- 1748 – David Gilly, niemiecki architekt (zm. 1808)
- 1755 – Stephen Groombridge, brytyjski astronom (zm. 1832)
- 1757 – Mikołaj Skorodyński, ukraiński duchowny greckokatolicki, biskup lwowski, teolog, rektor Uniwersytetu Lwowskiego (zm. 1805)
- 1766 – Antoni Gliszczyński, polski polityk, działacz niepodległościowy, uczestnik powstania listopadowego (zm. 1835)
- 1768 – Józef Bonaparte, król Neapolu i Hiszpanii (zm. 1844)
- 1769:
  - Antonín Jaroslav Puchmajer, czeski poeta (zm. 1820)
  - William Hill Wells, amerykański prawnik, polityk, senator (zm. 1829)
- 1792 – Henryk Marconi, polski architekt pochodzenia włoskiego (zm. 1863)
- 1794:
  - Eilhard Mitscherlich, niemiecki chemik (zm. 1863)
  - Heinrich Wilhelm Schott, austriacki botanik (zm. 1865)
- 1796 – Charlotta Augusta Hanowerska, księżna Sachsen-Coburg (zm. 1817)
- 1800 – Millard Fillmore, amerykański polityk, wiceprezydent i prezydent USA (zm. 1874)
- 1805 (lub 6 stycznia 1805) – Ludwik Geyer, polski przemysłowiec pochodzenia niemieckiego (zm. 1869)
- 1819 – Maria Wodzińska, polska malarka (zm. 1896)
- 1826 – John Wodehouse, brytyjski arystokrata, polityk (zm. 1902)
- 1827 – Sandford Fleming, kanadyjski wynalazca (zm. 1915)
- 1830 – Albert Bierstadt, amerykański malarz pochodzenia niemieckiego (zm. 1902)
- 1831 – Heinrich von Stephan, niemiecki polityk (zm. 1897)
- 1833 – Józef Manyanet i Vives, hiszpański duchowny katolicki, święty (zm. 1901)
- 1836 – Albert von Bezold, niemiecki fizjolog (zm. 1868)
- 1844 – Bernadeta Soubirous, francuska wizjonerka z Lourdes, święta (zm. 1879)
- 1845:
  - Ludwik III, król Bawarii (zm. 1921)
  - Paul Deussen, niemiecki filozof, historyk, indolog (zm. 1919)
- 1847 – Aleksandr Karpinski, rosyjski geolog, petrograf, paleontolog pochodzenia polskiego (zm. 1936)
- 1849 – Róża Raczyńska, polska arystokratka, działaczka społeczna (zm. 1937)
- 1852 – Pascal Dagnan-Bouveret, francuski malarz (zm. 1929)
- 1858 – Eliezer ben Jehuda, żydowski lingwista, twórca języka hebrajskiego (zm. 1922)
- 1864:
  - Feliks Bolt, polski duchowny katolicki, działacz narodowy, polityk, poseł na Sejm Ustawodawczy, senator i wicemarszałek Senatu RP (zm. 1940)
  - Philip Jaisohn, koreański patomorfolog, działacz niepodległościowy, dziennikarz, polityk (zm. 1951)
  - Jacob Katzenstein, niemiecki otorynolaryngolog (zm. 1922)
- 1867:
  - Gieorgij Morozow, rosyjski leśnik, ekolog (zm. 1920)
  - William Peel, brytyjski arystokrata, polityk (zm. 1937)
- 1869 – Aleksander Jasiński-Sas, polski tytularny generał brygady (zm. 1943)
- 1870 – Gordon Hewart, brytyjski arystokrata, prawnik, polityk (zm. 1943)
- 1871 – Émile Borel, francuski matematyk (zm. 1956)
- 1873 – Adolph Zukor, amerykański producent filmowy pochodzenia węgierskiego (zm. 1976)
- 1877 – Stefan Boguszewski, polski polityk, senator (zm. 1938)
- 1882 – Humbert Lundén, szwedzki żeglarz sportowy (zm. 1961)
- 1883 – Andrew Cunningham, brytyjski admirał (zm. 1963)
- 1885 – Łucjan Kamieński, polski muzykolog, kompozytor (zm. 1964)
- 1889 – Mychajło Rudnycki, ukraiński prozaik, poeta, krytyk literacki, tłumacz (zm. 1975)
- 1890:
  - Stefan Dąb-Biernacki, polski oficer Legionów, zdegradowany generał dywizji (zm. 1959)
  - Maurice McLoughlin, amerykański tenisista (zm. 1957)
  - Aleksiej Wołkow, radziecki polityk (zm. 1942)
- 1891 – Zora Neale Hurston, amerykańska pisarka (zm. 1960)
- 1894 – Józef Litauer, mecenas, działacz Polskiej Partii Socjalistycznej (zm. ?)
- 1895 – Marie-Dominique Chenu, francuski duchowny katolicki, dominikanin, teolog (zm. 1990)
- 1897 – Jazep Adamowicz, białoruski polityk komunistyczny, premier Białoruskiej SRR (zm. 1937)
- 1898:
  - Al Bowlly(inne języki), brytyjski muzyk (zm. 1941)
  - Bolesław Podedworny, polski polityk (zm. 1972)
- 1899 – Francis Poulenc, francuski kompozytor (zm. 1963)
- 1900:
  - Stanisław Czulak, polski piłkarz (zm. 1974)
  - Arvo Haavisto, fiński zapaśnik (zm. 1977)
  - Marian Jachimowski, polski major piechoty, działacz niepodległościowy (zm. 1938)
- 1901:
  - Gumer Baszyrow, tatarski pisarz, polityk (zm. 1999)
  - Wasyl Czumak, ukraiński poeta (zm. 1919)
  - Kazimierz Kalicki, polski porucznik piechoty (zm. 1940)
  - Romuald Pitera, polski pisarz, redaktor, działacz gospodarczy (zm. 1967)[5]
  - Elisabeth Schwarzhaupt, niemiecka prawnik, polityk (zm. 1986)
  - Fahrelnissa Zeid, turecka malarka, rzeźbiarka (zm. 1991)
- 1902:
  - Aina Berg, szwedzka pływaczka (zm. 1992)
  - Siergiej Chudiakow, radziecki marszałek lotnictwa (zm. 1950)
- 1903:
  - Adam Bargielski, polski duchowny katolicki, męczennik, błogosławiony (zm. 1942)
  - Jędrzej Giertych, polski polityk, dyplomata, publicysta (zm. 1992)
  - Alan Napier(inne języki), brytyjski aktor (zm. 1988)
  - Julian Pozo Ruiz de Samaniego, hiszpański redemptorysta, męczennik, błogosławiony (zm. 1936)
  - Henryk Rutkowski, polski działacz komunistyczny, zabójca (zm. 1925)
  - Carlos di Sarli, argentyński pianista, dyrygent, kompozytor tanga (zm. 1960)
- 1904:
  - Fiodor Bokow, radziecki generał porucznik (zm. 1984)
  - Wilhelm Meisel, polski piekarz, ostatni żyjący weteran powstań śląskich (zm. 2009)
- 1905:
  - Jan Cieński, polski duchowny katolicki, biskup pomocniczy lwowski (zm. 1992)
  - Czesław Szczubełek, polski internista, porucznik, żołnierz AK, uczestnik powstania warszawskiego (zm. 1944)
- 1906:
  - Iwan Doczew, bułgarski polityk, publicysta, działacz antykomunistyczny i emigracyjny (zm. 2005)
  - Bertil Molander, szwedzki bokser (zm. 1992)
  - Antanas Venclova, litewski nauczyciel, pisarz, poeta, polityk (zm. 1971)
  - Konstantin Łukaszew, białoruski geolog, wykładowca akademicki (zm. 1987)
- 1907:
  - Wiktor Leselidze, radziecki podpułkownik (zm. 1944)
  - Nicanor Zabaleta, baskijski harfista (zm. 1993)
- 1909:
  - Wilhelm Freddie, duński malarz (zm. 1995)
  - Jan Harwas, polski socjolog, filozof, filolog klasyczny, uczestnik francuskiego ruchu oporu (zm. 1944)
  - Josane Sigart, belgijska tenisistka (zm. 1999)
- 1910:
  - August Dickmann, niemiecki Świadek Jehowy, ofiara nazizmu (zm. 1939)
  - Marian Eile, polski dziennikarz, satyryk, malarz, scenograf pochodzenia żydowskiego (zm. 1984)
  - Frank Lubin, amerykański koszykarz pochodzenia litewskiego (zm. 1999)
  - Bazyli Maksimczuk, polski generał brygady (zm. 1989)
  - Arthur Rosenhammer, niemiecki kierowca wyścigowy, konstruktor (zm. 1985)
  - Konstantin Zasłonow, radziecki dowódca partyzancki (zm. 1942)
- 1911:
  - René Bougnol, francuski szermierz (zm. 1956)
  - Butterfly McQueen, amerykańska aktorka (zm. 1995)
- 1912:
  - Charles Addams, amerykański karykaturzysta, autor komiksów (zm. 1988)
  - Iwan Jakubowski, radziecki dowódca wojskowy, marszałek ZSRR (zm. 1976)
- 1913:
  - Franjo Glaser, chorwacki piłkarz, bramkarz, trener (zm. 2003)
  - Frank M. Karsten, amerykański polityk (zm. 1992)
  - Iwan Słażniow, radziecki polityk (zm. 1978)
- 1914 – Bobby McDermott, amerykański koszykarz (zm. 1963)
- 1915:
  - Franz Bartl, austriacki piłkarz ręczny (zm. 1941)
  - Karol Mańka, polski botanik, leśnik, fitopatolog, wykładowca akademicki (zm. 2003)
  - Aleksandra Owczinnikowa, radziecka polityk, historyk (zm. 2009)
  - Jerzy Piec, polski piłkarz (zm. 1954)
- 1916:
  - Elena Ceaușescu, rumuńska polityk, wicepremier, pierwsza dama (zm. 1989)
  - Paul Keres, estoński szachista (zm. 1975)
  - Teresio Olivelli, włoski prawnik, działacz Akcji Katolickiej, błogosławiony (zm. 1945)
  - Gerrit Schulte, holenderski kolarz torowy i szosowy (zm. 1992)
- 1919:
  - Robert Duncan, amerykański poeta (zm. 1988)
  - Jerzy Giżycki, polski krytyk filmowy (zm. 2009)
  - Wasilij Trofimow, rosyjski piłkarz, hokeista, trener (zm. 1999)
  - Jewgienij Zagdanski, rosyjski scenarzysta filmowy (zm. 1997)
- 1920:
  - Jacek Cydzik, polski architekt, konserwator zabytków (zm. 2009)
  - Majer Mały, izraelski działacz kibucowy pochodzenia polsko-żydowskiego (zm. 2021)
  - Albert Meltzer, brytyjski pisarz, działacz anarchokomunistyczny pochodzenia żydowskiego (zm. 1996)
  - Stiepan Naumienko, radziecki pilot wojskowy, as myśliwski (zm. 2004)
  - Jerzy Pleśniarowicz, polski poeta, tłumacz (zm. 1978)
  - Zdzisław Racki, polski podharcmistrz, podporucznik AK, uczestnik powstania warszawskiego (zm. 1944)
  - Witold Sadowy, polski aktor, publicysta teatralny (zm. 2020)
  - Zofia Tomczyk, polska polityk, poseł na Sejm PRL (zm. 2006)
- 1921:
  - Kazimierz Bartoszyński, polski teoretyk i historyk literatury (zm. 2015)
  - Jules Schelvis, holenderski świadek Holocaustu pochodzenia żydowskiego (zm. 2016)
- 1922:
  - Alvin Dark, amerykański baseballista (zm. 2014)
  - Vincent Gardenia, amerykański aktor pochodzenia włoskiego (zm. 1992)
  - Anna Pogonowska, polska poetka (zm. 2005)
  - Jean-Pierre Rampal, francuski flecista (zm. 2000)
- 1923:
  - Pinkas Braun(inne języki), szwajcarski aktor (zm. 2008)
  - Danuta Michałowska, polska aktorka (zm. 2015)
  - Jerzy Nowosielski, polski malarz, rysownik, scenograf (zm. 2011)
  - Juliusz Pietrachowicz, polski instrumentalista, puzonista (zm. 2017)
- 1924:
  - Geoffrey Bayldon, brytyjski aktor (zm. 2017)
  - Anne Vernon, francuska aktorka
- 1925:
  - Jacques Donnay, francuski prawnik, polityk, eurodeputowany (zm. 2024)
  - Gerald Durrell, brytyjski pisarz, zoolog (zm. 1995)
  - Mieczysław Górkiewicz, polski aktor, reżyser teatralny (zm. 2001)
  - Pierre Gripari, francuski pisarz (zm. 1990)
- 1926:
  - Oktawia Górniok, polska prawniczka (zm. 2007)
  - Claude Roy Kirk, amerykański polityk (zm. 2011)
  - Theresa Manuel, amerykańska lekkoatletka, płotkarka (zm. 2016)
  - Helena Żygulska-Mach, polska okulistka (zm. 2021)
- 1927:
  - Jurij Babanski, rosyjski pedagog (zm. 1987)
  - Paul-Marie Cao Đình Thuyên, wietnamski duchowny katolicki, biskup Vinh (zm. 2022)
  - Abdul Hamid, pakistański hokeista na trawie (zm. 2019)
  - Józef Hałas, polski malarz, pedagog (zm. 2015)
  - Teodozjusz (Prociuk), rosyjski biskup prawosławny (zm. 2016)
  - Wiesław Witkowski, polski filolog, językoznawca, rusycysta i ukrainista (zm. 2022)
- 1928:
  - William Peter Blatty, amerykański pisarz, scenarzysta filmowy (zm. 2017)
  - Mieczysław Grotkowski, polski rolnik, związkowiec (zm. 2009)
  - Christo Mładenow, bułgarski piłkarz, trener (zm. 1996)
  - Emilio Pericoli, włoski piosenkarz (zm. 2013)
  - Jewgienij Tiażelnikow, rosyjski historyk, dyplomata, działacz partyjny (zm. 2020)
- 1929:
  - Mario Bergamaschi, włoski piłkarz (zm. 2020)
  - Ken Henry, amerykański łyżwiarz szybki (zm. 2009)
  - Stefan Kąkol, polski aktor (zm. 2005)
  - Terry Moore, amerykańska aktorka
  - Janusz Pasierb, polski duchowny katolicki, poeta, eseista, teolog (zm. 1993)
- 1930:
  - Jan Chwałek, polski duchowny katolicki, muzykolog, organmistrz (zm. 2018)
  - Jack Greene, amerykański piosenkarz country (zm. 2013)
  - Ryszard Janik, polski duchowny luterański, teolog, publicysta (zm. 2018)
  - O Kŭk Ryŏl, północnokoreański generał, polityk (zm. 2023)
  - Dmitrij Sakunienko, rosyjski łyżwiarz szybki (zm. 2014)
  - Krystian Seibert, polski architekt, urbanista (zm. 2015)
- 1931:
  - Zbigniew Ciok, polski inżynier elektryk (zm. 2017)
  - Mirja Hietamies, fińska biegaczka narciarska (zm. 2013)
  - Pierina Morosini, włoska tercjarka franciszkańska, męczennica, błogosławiona (zm. 1957)
  - Rolando Rivi, włoski kleryk, męczennik, błogosławiony (zm. 1945)
- 1932:
  - Henryk Bardijewski, polski pisarz, satyryk, autor sztuk scenicznych, słuchowisk radiowych i tekstów kabaretowych (zm. 2020)
  - Max Gallo, francuski historyk, pisarz, polityk (zm. 2017)
  - Andrzej Grzmociński, polski aktor (zm. 2017)
  - Tormod Knutsen, norweski kombinator norweski (zm. 2021)
  - Jerzy Statkiewicz, polski aktor (zm. 1991)
  - Zygmunt Zelwan, polski prozaik (zm. 2009)
- 1933:
  - Nicette Bruno, brazylijska aktorka (zm. 2020)
  - Jerzy Czubała, polski piłkarz, hokeista (zm. 2017)
  - Adam Glazur, polski inżynier elektryk, polityk, minister budownictwa i przemysłu materiałów budowlanych
  - Paul Van den Berghe, belgijski duchowny katolicki, biskup Antwerpii
  - Zbigniew Wesołowski, polski inżynier mechanik, profesor nauk technicznych (zm. 2024)
- 1934:
  - Halina Beyer-Gruszczyńska, polska koszykarka (zm. 2014)
  - Wanda Chwiałkowska, polska aktorka
  - Charlie Jenkins, amerykański lekkoatleta, sprinter
  - Tassos Papadopoulos, cypryjski polityk, prezydent Cypru (zm. 2008)
- 1935:
  - Ion Cioabă(inne języki), rumuński działacz romski (zm. 1997)
  - Walerij Kubasow, rosyjski inżynier, kosmonauta (zm. 2014)
  - Jan Kuczyński, polski zapaśnik, trener, sędzia, działacz sportowy (zm. 2009)
  - Józef Manowski, polski hokeista
  - Andrzej Strzelecki, polski operator filmowy
- 1936:
  - Lucjan Balter, polski duchowny katolicki, pallotyn, teolog (zm. 2010)
  - Anna Ciepielewska, polska aktorka (zm. 2006)
  - Aleksandra Cieślikowa, polska językoznawca (zm. 2018)
  - Manuel Madureira Dias, portugalski duchowny katolicki, biskup Faro
- 1937:
  - Anna Borowiec, polska aktorka
  - Karol Sławik, polski prawnik (zm. 2012)
  - Ali Soilih, komoryjski polityk, prezydent Kimorów (zm. 1978)
  - Carlos Westendorp, hiszpański dyplomata, polityk pochodzenia holenderskiego
- 1938:
  - Rauno Aaltonen, fiński kierowca rajdowy
  - Franciszek Aromiński, polski kierowca i pilot rajdowy (zm. 2024)
  - Aída Bortnik, argentyńska scenarzystka filmowa (zm. 2013)
  - Patrick John, dominicki samorządowiec, polityk, burmistrz Roseau, premier Dominiki (zm. 2021)
  - Amfilochiusz (Radović), serbski duchowny prawosławny, biskup banacki, metropolita Czarnogóry i Przymorza (zm. 2020)
  - Roland Topor, francuski prozaik, dramaturg, rysownik, grafik, aktor, scenarzysta, scenograf, reżyser teatralny i filmowy pochodzenia polsko-żydowskiego (zm. 1997)
  - Marta Wyka, polska historyk i krytyk literatury, wykładowczyni akademicka
- 1939:
  - Ary Clemente, brazylijski piłkarz
  - Karol Peszke, polski żużlowiec (zm. 2005)
  - Iwan Radułow, bułgarski szachista
- 1940:
  - Jan Maciej Dyduch, polski duchowny katolicki, teolog (zm. 2018)
  - Vladimir Kovačević, serbski piłkarz, trener (zm. 2016)
  - István Tímár, węgierski kajakarz (zm. 1994)
- 1941:
  - Telemach Pilitsidis, grecki malarz, poeta (zm. 2022)
  - John Steiner, brytyjski aktor (zm. 2022)
  - John Ernest Walker, brytyjski biolog molekularny, wykładowca akademicki, laureat Nagrody Nobla
- 1942:
  - Wasilij Aleksiejew, rosyjski sztangista (zm. 2011)
  - Ricardo Ezzati Andrello, chilijski duchowny katolicki, arcybiskup metropolita Santiago, kardynał
  - Sabit Brokaj, albański kardiolog, polityk, minister obrony i zdrowia (zm. 2020)
  - Jörg Lucke, niemiecki wioślarz
  - Horațiu Rădulescu, rumuński kompozytor (zm. 2008)
  - Danny Steinmann(inne języki), amerykański reżyser filmowy (zm. 2012)
  - Danny Williams, południowoafrykański piosenkarz (zm. 2005)
- 1943:
  - Roberto Dias Branco, brazylijski piłkarz (zm. 2007)
  - Leszek Nowak, polski filozof, prawnik, wykładowca akademicki (zm. 2009)
  - Sadako Sasaki, japońska dziewczynka, ofiara wybuchu bomby atomowej (zm. 1955)
- 1944:
  - Mario Bertini, włoski piłkarz
  - Wiesław Bocheński, polski zapaśnik (zm. 2021)
  - Waldemar Kulbat, polski duchowny katolicki, socjolog, publicysta, nauczyciel akademicki (zm. 2025)
- 1945:
  - Dave Cousins(inne języki), brytyjski muzyk, członek zespołu The Strawbs
  - Shulamith Firestone, kanadyjska feministka pochodzenia żydowskiego (zm. 2012)
  - Raila Odinga, kenijski polityk, premier Kenii
  - Kurt Præst, duński piłkarz (zm. 2001)
- 1946
  - Agnieszka Duczmal, polska dyrygentka
  - Anna-Clara Tidholm, szwedzka pisarka, ilustratorka
- 1947:
  - Josip Alebić, chorwacki lekkoatleta, sprinter (zm. 2021)
  - Stefan Angełow, bułgarski zapaśnik (zm. 2019)
  - Ryszard Antoniszczak, polski plastyk, pisarz, scenarzysta, reżyser filmów animowanych (zm. 2021)
  - Géza Cséby, węgierski poeta, prozaik, tłumacz, historyk literatury, kulturoznawca
  - Wojciech Dąbrowski, polski podróżnik
  - Anna Fornalczyk, polska ekonomistka, wykładowczyni akademicka, urzędniczka państwowa
  - John Warren, amerykański koszykarz
  - Wiesław Zych, polski sędzia i działacz koszykarski
- 1948:
  - Krzysztof Barański, polski poeta (zm. 2025)
  - Javier Fernández Fernández, hiszpański polityk, prezydent Asturii
  - Tadeusz Gapiński, polski piłkarz
  - Koloman Gögh, czeski piłkarz, trener pochodzenia węgierskiego (zm. 1995)
  - Zmago Jelinčič Plemeniti, słoweński przedsiębiorca, polityk
  - Kenny Loggins, amerykański piosenkarz, muzyk, kompozytor
  - Ichirō Mizuki, japoński piosenkarz, aktor, seiyū (zm. 2022)
  - Nikołaj Nogowicyn, rosyjski kombinator norweski
  - Hermes Ramírez, kubański lekkoatleta, sprinter (zm. 2024)
- 1949:
  - Brian Haw, brytyjski działacz pokojowy (zm. 2011)
  - Leszek Marsz, polski żużlowiec
  - Igor Sawin, polski aktor (zm. 2015)
  - Anne Schedeen, amerykańska aktorka
  - Steven Williams, amerykański aktor
- 1950:
  - Anna-Marija Borisowa, bułgarska lekarka, wykładowczyni akademicka, polityk
  - Kirsten Bråten Berg, norweska piosenkarka folkowa
  - Pawieł Czernow, rosyjski polityk
  - Juan Gabriel, meksykański piosenkarz, aktor, producent muzyczny (zm. 2016)
  - Erin Gray, amerykańska aktorka
  - John Hill, nowozelandzki piłkarz
  - Krzysztof Janczar, polski aktor
  - Johnny Lever, indyjski aktor
  - Bogdan Łukasiewicz, polski polityk, poseł na Sejm RP
  - Malcolm Macdonald, angielski piłkarz, trener
- 1951:
  - Marek Budziarek, polski teolog, historyk Kościoła, wykładowca akademicki (zm. 2006)
  - Janusz Majcher, polski przedsiębiorca, samorządowiec, burmistrz Zakopanego
  - Tałgat Musabajew, kazachski pilot wojskowy, generał porucznik lotnictwa, kosmonauta (zm. 2025)
  - Helena Válková, czeska prawnik, wykładowczyni akademicka, polityk
- 1952:
  - Waldemar Jan Dziak, polski politolog, pisarz (zm. 2019)
  - Giuliano Ferrara, włoski publicysta, polityk
  - Sammo Hung, hongkoński aktor, reżyser i producent filmowy
  - Conjo Wasilew, bułgarski piłkarz (zm. 2015)
- 1953:
  - Dieter Hoeneß, niemiecki piłkarz, trener
  - Dieter-Lebrecht Koch, niemiecki architekt, polityk, eurodeputowany
  - Earl Lindo, jamajski klawiszowiec
- 1954:
  - Jodi Long, amerykańska aktorka
  - Jozef Migaš, słowacki polityk, dyplomata
  - Abd Allah as-Sani, libijski polityk, premier Libii
- 1955:
  - Andrzej Baron, polski lekkoatleta, średniodystansowiec
  - Graziano Bini, włoski piłkarz
  - Norredine Bouyahyaoui, marokański piłkarz
  - Michael Brehl, kanadyjski duchowny katolicki, przełożony generalny redemptorystów, biskup Pembroke
- 1956:
  - Rosalyn Bryant, amerykańska lekkoatletka, sprinterka
  - David Caruso, amerykański aktor pochodzenia włosko-irlandzkiego
  - Tamás Fellegi, węgierski przedsiębiorca, politolog, polityk
  - Uwe Ochsenknecht, niemiecki aktor, muzyk, piosenkarz
  - Rafi Perec, izraelski rabin, generał, polityk
  - Václav Vydra, czeski aktor
- 1957:
  - Nicholson Baker, amerykański pisarz
  - Enrico Boselli, włoski polityk
  - Janusz Cichoń, polski samorządowiec, polityk, poseł na Sejm RP
  - Katie Couric, amerykańska dziennikarka
  - Magdalena Środa, polska filozof, etyk, publicystka, feministka
  - Daniel Waszkiewicz, polski piłkarz ręczny
- 1958:
  - Zoltán Balog, węgierski pastor, polityk
  - Massimo Biasion, włoski kierowca rajdowy
  - Linda Kozlowski, amerykańska aktorka pochodzenia polskiego
  - Neil Middleditch, brytyjski żużlowiec
  - Andrzej Świątek, polski hokeista
  - Krzysztof Zaremba, polski elektronik, profesor nauk technicznych
- 1959:
  - Grzegorz Klaman, polski rzeźbiarz
  - Maciej Pawlicki, polski publicysta, krytyk filmowy
- 1960:
  - Gundars Āboliņš, łotewski aktor
  - Anna Apostolakis, polska aktorka i reżyserka dubbingowa pochodzenia greckiego
  - Hieorhij Kandracjeu, białoruski piłkarz, trener
  - Sergey Kot, uzbecki lekkoatleta, kulomiot i dyskobol pochodzenia polskiego
  - Jerzy Krysiak, polski reżyser filmowy
  - Anton Schoch, kazachski piłkarz, trener (zm. 2009)
  - Mohammad Dżawad Zarif, irański polityk
- 1961:
  - Supriya Pathak, indyjska aktorka
  - Marek Pasionek, polski prawnik, prokurator (zm. 2022)
  - Roland Suso Richter(inne języki), niemiecki reżyser filmowy
  - John Thune, amerykański polityk, senator
  - Elżbieta Tomczak, polska lekkoatletka, sprinterka
- 1962:
  - Aleksandr Dugin, rosyjski polityk, geopolityk, historyk
  - Florica Lavric, rumuńska wioślarka (zm. 2014)
  - Hallie Todd, amerykańska aktorka
  - Leo Van der Elst, belgijski piłkarz
- 1963:
  - Georg Andersen, norweski lekkoatleta, kulomiot
  - Avi Bortnick, amerykański gitarzysta jazzowy pochodzenia izraelskiego
  - Nikon (Fomin), rosyjski biskup prawosławny
  - Ioan Grigoraș, rumuński zapaśnik
  - Clint Mansell, brytyjski kompozytor muzyki filmowej
  - Rand Paul, amerykański okulista, polityk, senator
- 1964:
  - Gerry Austgarden, kanadyjski curler
  - Hervé Balland, francuski biegacz narciarski
  - Nicolas Cage, amerykański aktor, reżyser i producent filmowy pochodzenia włosko-niemieckiego
  - Anna-Maja Henriksson, fińska prawnik, polityk
  - Mirosław Modrzejewski, polski piłkarz
- 1965:
  - Jacek Bryndal, polski wokalista, gitarzysta, członek zespołów Kobranocka i Atrakcyjny Kazimierz
  - Saafane El-Saghir, egipski piłkarz, bramkarz, trener
  - Siarhiej Jasinski, białoruski piłkarz, trener
  - Alessandro Lambruschini, włoski lekkoatleta, długodystansowiec
  - Igor Pieszkow, kazachski judoka
  - Ludmyła Suprun, ukraińska prawnik, polityk
- 1966:
  - Ganxsta Zolee, węgierski raper
  - Corrie Sanders, południowoafrykański bokser (zm. 2012)
  - Heiko Scholz, niemiecki piłkarz
  - Markus Schupp, niemiecki piłkarz, trener
  - Ayman Taher, egipski piłkarz, bramkarz, trener
  - Jerzy Wasiukiewicz, polski satyryk, rysownik, felietonista
- 1967:
  - Ewa Borkowska-Wasilewska, polska łyżwiarka szybka
  - Johannes Brandrup, niemiecki aktor
  - Nick Clegg, brytyjski polityk
  - Ole Kristian Furuseth, norweski narciarz alpejski
  - Irrfan Khan, indyjski aktor (zm. 2020)
  - Renata Szczęch, polska prawnik, urzędniczka państwowa
  - Marina Trandienkowa, rosyjska lekkoatletka, sprinterka
- 1968:
  - Andriej Czernyszow, rosyjski piłkarz
  - Georgi Gospodinow, bułgarski poeta, prozaik
  - Władimir Małachow, rosyjski tancerz
  - Marat Mułaszew, rosyjski piłkarz
  - Carl Schlyter, szwedzki polityk
- 1969:
  - Iwona Loranc, polska piosenkarka, aktorka
  - Martin Pakula, australijski związkowiec, polityk
  - Stéphane Prévot, belgijski pilot rajdowy
  - Marco Simone, włoski piłkarz
  - David Yost, amerykański aktor
- 1970:
  - Andy Burnham, brytyjski polityk
  - Todd Day, amerykański koszykarz, trener
  - Israel Hernández, kubański judoka
  - Gábor Köves, węgierski tenisista
  - Adrián Martínez, meksykański piłkarz, bramkarz, trener
  - Sizwe Motaung, południowoafrykański piłkarz (zm. 2001)
  - João Ricardo, angolski piłkarz, bramkarz
  - Miroslav Stević, serbski piłkarz
- 1971:
  - Nick Holmes, brytyjski wokalista, autor tekstów, członek zespołu Paradise Lost
  - Artur Łodyga, polski aktor
  - Kevin Rahm, amerykański aktor, scenarzysta filmowy
  - Jeremy Renner, amerykański aktor, muzyk
- 1972:
  - Marcin Bracichowicz, polski gitarzysta, członek zespołu IRA
  - Donald Brashear, amerykański hokeista
  - Ramił Chasangatin, rosyjski szachista
  - Pedro Contreras, hiszpański piłkarz, bramkarz
  - Uładzimir Dubrouszczyk, białoruski lekkoatleta, dyskobol
  - Gábor Halmai, węgierski piłkarz
  - Carsten Heymann, niemiecki biathlonista
  - Akira Higashi, japoński skoczek narciarski
  - Shane Kelly, australijski kolarz torowy
  - Aaron McIntosh, nowozelandzki żeglarz sportowy
  - Álvaro Santos Pereira, portugalski ekonomista, polityk
  - Kyōko Shimazaki, japońska łyżwiarka szybka
  - Swietłana Żurowa, rosyjska łyżwiarka szybka
- 1973:
  - Natalia Belczenko, ukraińska poetka, tłumaczka
  - Rafael Dudamel, wenezuelski piłkarz, bramkarz
  - Koba Gogoladze, gruziński bokser
  - Julio Luna, wenezuelski sztangista
- 1974:
  - Joseph Annor Aziz, ghański piłkarz
  - Alenka Bikar, słoweńska lekkoatletka, sprinterka
  - Melly Goeslaw, indonezyjska piosenkarka, autorka tekstów, aktorka
  - Julen Guerrero, hiszpański piłkarz narodowości baskijskiej
  - İbrahim Kutluay, turecki koszykarz
  - Yu Genwei, chiński piłkarz
  - Kostiantyn Żewaho, ukraiński polityk
- 1975:
  - Kylie Bax, nowozelandzka modelka
  - Beto, brazylijski piłkarz
  - Josh Blake, amerykański aktor
  - Iván Calderón, portorykański bokser
  - Cornelius Huggins, piłkarz z Saint Vincent i Grenadyn
  - Jani Hurme, fiński hokeista, bramkarz
  - Urs Imboden, szwajcarski narciarz alpejski
  - Piia-Noora Kauppi, fińska polityk, eurodeputowana
  - Ionuț Mișa, rumuński ekonomista, polityk
  - Reginei José Modolo, brazylijski duchowny katolicki, biskup pomocniczy Kurytyby
  - Oleg Șișchin, mołdawski piłkarz
  - Mojca Suhadolc, słoweńska narciarka alpejska
  - Rob Waddell, nowozelandzki wioślarz, rugbysta
- 1976:
  - Marcelo Bordon, brazylijski piłkarz
  - Wachtang Darczinjan, ormiański bokser
  - Nic Endo, amerykańska muzyk, producentka muzyczna
  - Tyron Leitso, kanadyjski aktor, model
  - Amar Sułojew, rosyjski kickbokser, zawodnik MMA (zm. 2016)
  - Ruslan Xeyirov, azerski bokser
- 1977:
  - Ireneusz Chromicz, polski koszykarz
  - Nuno Claro, portugalski piłkarz, bramkarz
  - Krisztián Kenesei, węgierski piłkarz
  - Sofi Oksanen, fińska pisarka
  - Barbara Oliwiecka, polska samorządowiec, polityk, posłanka na Sejm RP
  - Reinhard Schwarzenberger, austriacki skoczek narciarski
  - Brent Sopel, kanadyjski hokeista
  - Marco Storari, włoski piłkarz, bramkarz
  - Irena Sznajder, polska lekkoatletka, sprinterka
- 1978:
  - Janine Jansen, holenderska skrzypaczka
  - Jean Charles de Menezes, brazylijski elektryk (zm. 2005)
  - Emilio Palma, Argentyńczyk, pierwszy człowiek urodzony na Antarktydzie
  - Oumar Tchomogo, beniński piłkarz
  - Dante Thomas, amerykański piosenkarz
  - Bülent Ulusoy, turecki bokser
  - Bartosz Źrebiec(inne języki), polski gitarzysta, wokalista, kompozytor, członek zespołów: Armia Cieni, Vallachia i Grimlord, grafik, reżyser
- 1979:
  - Bipasha Basu, indyjska aktorka, modelka
  - Aloe Blacc, amerykański piosenkarz, raper, muzyk, autor tekstów, kompozytor, producent muzyczny pochodzenia panamskiego
  - Tomasz Garbowski, polski polityk, poseł na Sejm RP
  - Fabiola Zuluaga, kolumbijska tenisistka
- 1980:
  - David Arroyo, hiszpański kolarz szosowy
  - Maksym Biłecki, ukraiński piłkarz
  - Anna Łęcka-Dobrowolska, polska łuczniczka
  - Ivan Moody, amerykański wokalista, członek zespołów: Motograter(inne języki), Ghost Machine i Five Finger Death Punch, aktor
  - Adékambi Olufadé, togijski piłkarz
  - Deris Umanzor, salwadorski piłkarz
  - Michael Wright, amerykański koszykarz (zm. 2015)
- 1981:
  - Manuele Cricca, włoski siatkarz
  - Ania Dąbrowska, polska piosenkarka
  - Anna Dereszowska, polska aktorka
  - Reece Gaines, amerykański koszykarz
  - Antton Luengo, hiszpański kolarz szosowy
  - Lukasyno, polski raper
  - Szymon Marciniak, polski sędzia piłkarski
  - Michał Piszko, polski samorządowiec, burmistrz Kłodzka
  - Kristina Repelewska, białorusko-polska piłkarka ręczna
  - Krishnan Sasikiran, indyjski szachista
  - Dorota Ściurka, polska siatkarka
- 1982:
  - Lauren Cohan, amerykańsko-brytyjska aktorka
  - Karolina Koszewska, polska zawodniczka sportów walki
  - Andreas Matzbacher, austriacki kolarz szosowy (zm. 2007)
  - Jade North, australijski piłkarz
  - Andrea Pisanu, włoski piłkarz
  - Kim Staelens, holenderska siatkarka
  - Hannah Stockbauer, niemiecka pływaczka
  - Iroda Toʻlaganova, uzbecka tenisistka
- 1983:
  - Marc Burns, trynidadzko-tobagijski lekkoatleta, sprinter
  - Alicja Malinowska, polska siatkarka
  - Aleksander Miśta, polski szachista
  - Cappie Pondexter, amerykańska koszykarka
  - Michał Słonina, polski futsalista
  - Matteo Tagliariol, włoski szpadzista
  - Witalij Tietieriew, białoruski szachista
- 1984:
  - Ran Danker, izraelski aktor, model, piosenkarz
  - Diana López, amerykańska taekwondzistka pochodzenia nikaraguańskiego
  - Dimityr Makriew, bułgarski piłkarz
  - Xavier Margairaz, szwajcarski piłkarz
  - Yane Marques, brazylijska pięcioboistka nowoczesna
  - Luke McShane, brytyjski szachista
  - Max Riemelt, niemiecki aktor
- 1985:
  - Gökhan Gönül, turecki piłkarz
  - Lewis Hamilton, brytyjski kierowca wyścigowy
  - Kalina Krumowa, bułgarska polityczka i dziennikarka
  - Bănel Nicoliță, rumuński piłkarz
  - Wayne Routledge, angielski piłkarz
  - Wolha Samusik, białoruska piosenkarka (zm. 2010)
  - Wital Trubiła, białoruski piłkarz
- 1986:
  - Antonio DeMarco, meksykański bokser
  - Tomasz Kęsicki, polski koszykarz
  - Kabelo Kgosiemang, botswański lekkoatleta, skoczek wzwyż
  - Grant Leadbitter, angielski piłkarz
  - Torsten Oehrl, niemiecki piłkarz
  - Łukasz Saturczak, polski pisarz, dziennikarz
  - Ełbiek Tażyjeu, uzbecki i białoruski zapaśnik
  - Andy Vernon, brytyjski lekkoatleta, długodystansowiec
- 1987:
  - Davide Astori, włoski piłkarz
  - Hassan Bashir, pakistański piłkarz
  - Lyndsy Fonseca, amerykańska aktorka
  - Michael McGlinchey, nowozelandzki piłkarz
  - Serena Ortolani, włoska siatkarka
  - Sirusho, ormiańska piosenkarka
  - Ben Starosta, polski piłkarz
- 1988:
  - Duane Da Rocha, hiszpańska pływaczka
  - Antonio De Paola, włoski siatkarz
  - Daniel Halfar, niemiecki piłkarz
  - Robert Sheehan, irlandzki aktor
- 1989:
  - Miles Addison, angielski piłkarz
  - Mayra Antes, ekwadorska zapaśniczka
  - Zakarya Bergdich, marokański piłkarz
  - John Degenkolb, niemiecki kolarz szosowy
  - Emiliano Insúa, argentyński piłkarz
  - Alro’ej Kohen, izraelski piłkarz
  - Björn Kopplin, niemiecki piłkarz
  - Jonathan Mejía, honduraski piłkarz
  - Jimmy Simouri, madagaskarski piłkarz
  - David Templeton, szkocki piłkarz
  - Ziyoda, uzbecka piosenkarka, kompozytorka
- 1990:
  - Liam Aiken, amerykański aktor
  - Jack Gallagher, brytyjski wrestler, zawodnik MMA
  - Elene Gedewaniszwili, gruzińska łyżwiarka figurowa
  - Dawid Hućko, polski hokeista
  - Arkadiusz Michalski, polski sztangista
  - Ivo Pinto, portugalski piłkarz
  - Rasmus Quaade, duński kolarz torowy i szosowy
  - Gregor Schlierenzauer, austriacki skoczek narciarski
- 1991:
  - Clément Grenier, francuski piłkarz
  - Eden Hazard, belgijski piłkarz
  - Roberto Pereyra, argentyński piłkarz
  - Caster Semenya, południowoafrykańska lekkoatletka, biegaczka średniodystansowa
  - Aleksandra Zworygina, polska łyżwiarka figurowa
- 1992:
  - Choren Bajramjan, ormiański piłkarz
  - James Bell, amerykański koszykarz
  - BØRNS, amerykański piosenkarz
  - Dudu, brazylijski piłkarz
  - Erik Gudbranson, kanadyjski hokeista pochodzenia norweskiego
  - Jessica Rossi, włoska strzelczyni sportowa
  - Mbwana Samatta, tanzański piłkarz
  - Edgaras Ulanovas, litewski koszykarz
- 1993:
  - Katarzyna Adamowicz, polska szachistka
  - Laimonas Chatkevičius, litewski koszykarz
  - Jairo Jiménez, panamski piłkarz
  - Jan Oblak, słoweński piłkarz, bramkarz
  - Nicklas Porsing, duński żużlowiec
- 1994:
  - Egzon Bejtułai, macedoński piłkarz
  - Aleksandar Bjelica, serbski piłkarz
  - José Ángel Carrillo, hiszpański piłkarz
  - İbrahim Çolak, turecki gimnastyk
  - Dāvis Ikaunieks, łotewski piłkarz
  - Ołeksandr Pieleszenko, ukraiński sztangista (zm. 2024)
  - Jarnell Stokes, amerykański koszykarz
  - Khaly Thiam, senegalski piłkarz
  - Kamila Urzędowska, polska aktorka
- 1995:
  - Jordan Bell, amerykański koszykarz
  - Mate Cincadze, gruziński piłkarz
  - Taras Kaczaraba, ukraiński piłkarz
  - Aneta Łabuda, polska piłkarka ręczna
  - Julija Putincewa, kazachska tenisistka pochodzenia rosyjskiego
- 1996:
  - Soufiane El Bakkali, marokański lekkoatleta, długodystansowiec
  - Radiel Fazlejew, rosyjski hokeista
  - Fu Yuanhui, chińska pływaczka
  - Božica Mujović, czarnogórska koszykarka
  - Franjo Prce, chorwacki piłkarz
  - Isaac Success, nigeryjski piłkarz
- 1997:
  - Ilhom Bahromov, uzbecki zapaśnik
  - Isaiah Brown, angielski piłkarz
  - Resul Hojaýew, turkmeński piłkarz
  - Brais Méndez, hiszpański piłkarz
- 1998:
  - Yangel Herrera, wenezuelski piłkarz
  - Khasanboy Rakhimov, uzbecki zapaśnik
- 1999:
  - Anna Fabian, serbska zapaśniczka
  - Mads Bech Sørensen, duński piłkarz
- 2000:
  - Brina Bračko, słoweńska siatkarka
  - Zhao Lingxi, chiński tenisista
- 2001:
  - Julia Bazan, polska koszykarka
  - Joan-Benjamin Gaba, francuski judoka pochodzenia martynikańskiego
  - Francesco Passaro, włoski tenisista
  - Zoé Wadoux, francuska koszykarka
- 2002:
  - Mohamed Daramy, duński piłkarz pochodzenia sierraleońskiego
  - Jakub Kosakowski, polski szachista
  - João Peglow, brazylijski piłkarz
- 2003:
  - Ada Aronen, fińska siatkarka
  - Marvel, brazylijski piłkarz
  - Mobin Nasri, irański siatkarz
  - Máximo Perrone, argentyński piłkarz
  - Daniel Rincón, hiszpański tenisista
- 2004:
  - Isaac Cooper, australijski pływak
  - Alexandria Loutitt, kanadyjska skoczkini narciarska
- 2012 – Blue Ivy Carter, amerykańska piosenkarka

## Zmarli
- 312 – Lucjan z Antiochii, bizantyński teolog, ojciec Kościoła, święty (ur. 240)
- 507 – Buretsu, cesarz Japonii (ur. 489)
- 1131 – Kanut Lavard, książę Szlezwiku, król Wendów i Obodrytów, święty (ur. 1096)
- 1244 – Andrzej z Brzeźnicy, polski duchowny katolicki, biskup płocki (ur. ?)
- 1285 – Karol I Andegaweński, hrabia Prowansji, Maine i Andegawenii, król Neapolu, Sycylii i Jerozolimy, książę Achai (ur. 1226)
- 1325 – Dionizy I, król Portugalii (ur. 1261)
- 1355 – Inês de Castro, galicyjska arystokratka, księżna Portugalii (ur. 1320 lub 25)
- 1451 – Amadeusz VIII, książę Sabaudii, kardynał, antypapież Feliks V, dziekan Kolegium Kardynalskiego (ur. 1383)
- 1470 – Bernard Szumborski, morawski rycerz (ur. ?)
- 1529 – Peter Vischer starszy, niemiecki giser (ur. ok. 1460)
- 1536 – Katarzyna Aragońska, królowa Anglii (ur. 1485)
- 1547 – Albrecht VII, książę Meklemburgii-Güstrow (ur. 1486)
- 1583 – Maria, elektorówna saska, księżna pomorska (ur. 1516)
- 1590 – Jakob Andreä, niemiecki teolog luterański (ur. 1528)
- 1598 – Stanisław Szafraniec, polski szlachcic, polityk (ur. ?)
- 1619 – Nicholas Hilliard, angielski jubiler, iluminator książek, malarz (ur. ok. 1547)
- 1625 – Ruggiero Giovanelli, włoski kompozytor (ur. 1560)
- 1633 – Achacy Grochowski, polski duchowny katolicki, biskup przemyski i łucki (ur. ?)
- 1650 – Jan Mikołaj Daniłowicz, polski szlachcic, polityk (ur. ?)
- 1655 – Innocenty X, papież (ur. 1574)
- 1671 – Krzysztof Awedyk Bernatowicz, polski kupiec, sekretarz królewski pochodzenia ormiańskiego (ur. 1590)
- 1681:
  - Magdalena Sibylla, księżniczka Saksonii-Weißenfels(inne języki), księżna Saksonii-Gotha-Altenburg (ur. 1648)
  - Wojciech Papenkowic, polski teolog, rektor Akademii Krakowskiej (ur. ok. 1613)
- 1693 – Federico Visconti, włoski duchowny katolicki, arcybiskup Mediolanu, kardynał (ur. 1617)
- 1715 – François Fénelon, francuski duchowny katolicki, arcybiskup Cambrai, teolog, prozaik, poeta (ur. 1651)
- 1722 – Antoine Coypel, francuski malarz (ur. 1661)
- 1730 – Árni Magnússon, islandzki literaturoznawca (ur. 1663)
- 1743:
  - François Victor Le Tonnelier de Breteuil, francuski arystokrata, polityk (ur. 1686)
  - Anna Zofia Reventlow, królowa Danii i Norwegii (ur. 1693)
- 1758 – Allan Ramsay(inne języki), szkocki poeta (ur. 1686)
- 1770 – Carl Gustaf Tessin, szwedzki hrabia, polityk (ur. 1695)
- 1774:
  - Antoine Clériade de Choiseul-Beaupré, francuski duchowny katolicki, arcybiskup Besançon, kardynał (ur. 1707)
  - Józef Andrzej Załuski, polski duchowny katolicki, biskup kijowski, kaznodzieja, polityk (ur. 1702)
- 1786 – August Kazimierz Sułkowski, polski generał, polityk (ur. 1729)
- 1800 – Franciszek Bae Gwan-gyeom, koreański męczennik i błogosławiony katolicki (ur. ok. 1740–1750)
- 1803 – Ludwig Wilhelm von Schlabrendorf, niemiecki ziemianin (ur. 1743)
- 1809:
  - Benito de San Juan, hiszpański generał (ur. ?)
  - Johann Peter Alexander Wagner, niemiecki rzeźbiarz (ur. 1730)
- 1814 – Ira Allen, amerykański polityk (ur. 1751)
- 1830:
  - Karolina Joachima Burbon, królowa Portugalii (ur. 1775)
  - Thomas Lawrence, brytyjski malarz (ur. 1769)
- 1834 – Maria da Assunção, infantka portugalska (ur. 1805)
- 1838 – Joseph Grassi, austriacki malarz (ur. 1757)
- 1846 – John Hookham Frere, brytyjski dyplomata, pisarz (ur. 1769)
- 1847 – Maria Anna Schicklgruber, Austriaczka, babcia Adolfa Hitlera (ur. 1795)
- 1849 – Łukasz Gołębiowski, polski etnograf, historyk, pamiętnikarz, tłumacz (ur. 1773)
- 1865 – Julius Roger, niemiecki lekarz, przyrodnik, etnolog (ur. 1819)
- 1875 – Adrian Josef von Hoverden-Plencken, niemiecki kolekcjoner, animator życia kulturalnego i naukowego (ur. 1798)
- 1876 – Maria Teresa Haze, belgijska zakonnica, błogosławiona (ur. 1782)
- 1878 – François-Vincent Raspail, francuski chemik, botanik, fizjolog, lekarz, polityk (ur. 1794)
- 1879 – Henrietta Ankwiczówna, polska hrabianka (ur. 1810)
- 1882 – Ignacy Łukasiewicz, polski aptekarz, wynalazca, konstruktor lampy naftowej (ur. 1822)
- 1886 – Richard Dadd, brytyjski malarz (ur. 1817)
- 1890 – Augusta Sachsen-Weimar, cesarzowa Niemiec, królowa Prus (ur. 1811)
- 1891:
  - Charles Devens, amerykański generał major, prawnik, polityk (ur. 1820)
  - Wilhelm Taubert, niemiecki kompozytor, dyrygent (ur. 1811)
- 1892:
  - Ernst Wilhelm von Brücke, niemiecki fizjolog, wykładowca akademicki (ur. 1819)
  - Taufik Pasza, wicekról Egiptu (ur. 1852)
- 1893 – Josef Stefan, austriacki fizyk, wykładowca akademicki pochodzenia słoweńskiego (ur. 1835)
- 1896:
  - Tomasz Łosik, polski malarz, grafik, rzeźbiarz (ur. 1848)
  - Olivier Jules Richard, francuski prawnik, lichenolog (ur. 1836)
- 1898:
  - Heinrich Lichner, niemiecki kompozytor (ur. 1829)
  - Julian Morzycki, polski ziemianin, uczestnik powstania styczniowego (ur. 1825)
  - Joseph O’Dwyer, amerykański lekarz (ur. 1841)
- 1901 – Jan Kitrys, polski duchowny katolicki, polityk (ur. 1816)
- 1902:
  - Jan Gottlieb Bloch, polski bankier, przedsiębiorca pochodzenia żydowskiego (ur. 1836)
  - John Brett, brytyjski malarz (ur. 1831)
- 1904 – Emmanuel Roidis, grecki pisarz, publicysta, krytyk literacki (ur. 1836)
- 1905:
  - Paul Cérésole, szwajcarski prawnik, polityk, wiceprezydent i prezydent Szwajcarii (ur. 1832)
  - Friedrich Otto Wünsche, niemiecki botanik, mykolog (ur. 1839)
- 1910 – August Steffen, niemiecki pediatra, patolog (ur. 1825)
- 1912 – Sophia Jex-Blake, szkocka lekarka, sufrażystka (ur. 1840)
- 1913:
  - Antoni Brykczyński, polski duchowny katolicki, historyk sztuki, bibliograf (ur. 1843)
  - Henry Page, amerykański polityk (ur. 1841)
- 1915 – Józef Chrzanowski, polsko-rosyjski architekt, inżynier (ur. 1844)
- 1917:
  - Jørgen Alexander Knudtzon, norweski teolog, językoznawca, asyrolog, wykładowca akademicki (ur. 1854)
  - Leon Rutkowski, polski lekarz, antropolog, działacz społeczny (ur. 1862)
- 1918:
  - Julian Niedźwiedzki, polski i ukraiński geolog, mineralog, wykładowca akademicki (ur. 1845)
  - Leonid Piatakow, rosyjski bolszewik, rewolucjonista (ur. 1888)
  - Julius Wellhausen, niemiecki teolog, biblista (ur. 1844)
- 1919 – Zoltán Votisky, węgierski taternik (ur. 1883)
- 1920 – Edmund Barton, australijski prawnik, polityk, premier Australii (ur. 1849)
- 1922 – Jacob Rosanes, niemiecki matematyk, wykładowca akademicki, szachista pochodzenia żydowskiego (ur. 1842)
- 1923:
  - Maurycy Komorowicz, polski geolog, podróżnik, pisarz, kompozytor (ur. 1881)
  - Gustaw Zygadłowicz, polski generał dywizji (ur. 1869)
- 1924 – Zofia Tułodziecka, polska działaczka społeczna (ur. 1850)
- 1925 – Marian Stanisław Abramowicz, polski działacz socjalistyczny, bibliotekarz, archiwista, zesłaniec (ur. 1871)
- 1927 – Marinus Bernardus Rost van Tonningen, holenderski generał (ur. 1852)
- 1928 – Richard Pribram, austriacki chemik, wykładowca akademicki pochodzenia czeskiego (ur. 1847)
- 1929:
  - Aleksander Kraśniański, polski poeta, dziennikarz (ur. 1900)
  - Gottlieb Ringier, szwajcarski polityk, kanclerz federalny (ur. 1837)
  - Eugenio Tosi, włoski duchowny katolicki, arcybiskup Mediolanu, kardynał (ur. 1864)
- 1931 – Edward Channing, amerykański historyk, wykładowca akademicki (ur. 1856)
- 1932 – André Maginot, francuski sierżant, polityk (ur. 1877)
- 1933:
  - Robert Reyburn Butler, amerykański prawnik, polityk (ur. 1881)
  - Leopoldyna Stawecka, polska porucznik Legionów Polskich, dowódca oddziałów Ochotniczej Legii Kobiet, serafitka (ur. 1896)
- 1934:
  - Auguste Dubail, francuski generał (ur. 1851)
  - Anton Hanak, austriacki rzeźbiarz pochodzenia czeskiego (ur. 1875)
- 1935 – James Alfred Ewing, szkocki fizyk, wykładowca akademicki (ur. 1855)
- 1937 – Gottfried Berthold, niemiecki botanik, wykładowca akademicki (ur. 1854)
- 1938:
  - Leonid (Antoszczenko), rosyjski biskup prawosławny, nowomęczennik (ur. 1872)
  - Mychajło Obidny, ukraiński, muzealnik, archiwista, historyk wojskowości, etnograf, poeta, publicysta, działacz społeczno-kulturalny (ur. 1889)
  - Kazimierz Strzemiński, polski malarz, pedagog (ur. 1888)
- 1939 – Arseniusz Pimonow, polski działacz społeczny, polityk, senator RP pochodzenia rosyjskiego (ur. 1863)
- 1940:
  - Alfred Brosig, polski historyk sztuki, muzealnik (ur. 1895)
  - Czesław Gauza, polski prawnik, adwokat, działacz społeczny, polityk, poseł na Sejm RP (ur. 1897)
- 1942 – Alfred Asikainen, fiński zapaśnik (ur. 1888)
- 1943:
  - Nikola Tesla, serbsko-amerykański inżynier, elektrotechnik, radiotechnik, wynalazca (ur. 1856)
  - Eugeniusz Tinz, polski generał dywizji (ur. 1877)
- 1944:
  - Lou Hoover, amerykańska pierwsza dama (ur. 1875)
  - Piotr Motylewicz, polski porucznik, żołnierz AK, cichociemny (ur. 1915)
  - Otto Salzer, niemiecki kierowca wyścigowy, mechanik (ur. 1874)
- 1945:
  - Theodore E. Chandler, amerykański kontradmirał (ur. 1894)
  - Stanisław Poniatowski, polski antropolog, etnograf, wykładowca akademicki (ur. 1884)
- 1946:
  - Adam Didur, polski śpiewak operowy (bas) (ur. 1874)
  - Moisiej Ginzburg, rosyjski architekt pochodzenia żydowskiego (ur. 1892)
  - Stanisław Kutrzeba, polski historyk prawa, wykładowca akademicki (ur. 1876)
- 1947 – Marceli Chlamtacz, polski prawnik, wykładowca akademicki (ur. 1865)
- 1949:
  - Jan Rodowicz, polski harcerz, porucznik, żołnierz Szarych Szeregów, AK i Delegatury Sił Zbrojnych (ur. 1923)
  - Elin Wägner, szwedzka pisarka, dziennikarka, działaczka feministyczna (ur. 1882)
- 1951:
  - René Guénon, francuski filozof, pisarz (ur. 1886)
  - Jan Kilarski, polski matematyk, fizyk, wykładowca akademicki, krajoznawca, dziennikarz (ur. 1882)
- 1952:
  - Arturo Chiappe, argentyński piłkarz (ur. 1889)
  - Pawieł Oziorkin, radziecki funkcjonariusz służb specjalnych, polityk (ur. 1899)
  - Dmitrij Popow, radziecki polityk (ur. 1900)
- 1953 – Osa Johnson, amerykańska podróżniczka, autorka filmów dokumentalnych (ur. 1894)
- 1955 – Edward Kasner, amerykański matematyk, wykładowca akademicki pochodzenia żydowskiego (ur. 1878)
- 1956 – Helena Dąbczańska, polska kolekcjonerka dzieł sztuki (ur. 1863)
- 1957 – Jože Plečnik, słoweński architekt (ur. 1872)
- 1958:
  - Teodor Bensch, polski duchowny katolicki, biskup tytularny, administrator diecezji warmińskiej i gorzowskiej (ur. 1903)
  - Jalmari Eskola, fiński lekkoatleta, długodystansowiec (ur. 1886)
  - Petru Groza, rumuński polityk, premier i prezydent Rumunii (ur. 1884)
  - Goffredo Zehender, włoski kierowca wyścigowy (ur. 1901)
- 1959 – Boris Ławrieniow, rosyjski pisarz (ur. 1891)
- 1960:
  - Dorothea Douglass Chambers, brytyjska tenisistka (ur. 1878)
  - Ferdynand Pius Sycylijski, książę Kalabrii (ur. 1869)
- 1962:
  - Billy Murphy, angielski piłkarz (ur. 1893)
  - Bronisław Nakoniecznikow-Klukowski, polski lekarz, polityk (ur. 1888)
- 1963:
  - Gilla Vincenzo Gremigni, włoski duchowny katolicki, biskup Teramo i Novary (ur. 1891)
  - Erik Lundqvist, szwedzki lekkoatleta, oszczepnik (ur. 1908)
- 1964:
  - Cyril Davies, amerykański muzyk bluesowy (ur. 1932)
  - Cesáreo Onzari, argentyński piłkarz (ur. 1903)
  - Reg Parnell, brytyjski kierowca wyścigowy (ur. 1911)
  - Józef Relidzyński, polski żołnierz Legionów Polskich, prozaik, poeta, scenarzysta (ur. 1886)
  - Janka Żurba, białoruski poeta, tłumacz (ur. 1881)
- 1965 – Stanisław Kolbuszewski, polski filolog, literaturoznawca, wykładowca akademicki (ur. 1901)
- 1966:
  - William Jeffrey, szkocki trener piłkarski (ur. 1892)
  - Władimir Pietrow, rosyjski reżyser filmowy (ur. 1896)
  - Bimal Roy, indyjski reżyser filmowy (ur. 1909)
- 1967:
  - David Goodis(inne języki), amerykański pisarz, scenarzysta filmowy (ur. 1917)
  - Hans Oehler, szwajcarski dziennikarz, działacz faszystowski (ur. 1888)
- 1968 – Gholam Reza Tachti, irański zapaśnik (ur. 1930)
- 1970:
  - Leon Danielewicz, polski ogrodnik, planista (ur. 1878)
  - Feliks Kalinowski, polski aktor (ur. 1901)
  - Tadeusz Kapeliński, polski podporucznik, inżynier, polityk, minister poczt i telegrafów (ur. 1904)
- 1971:
  - Stanisław Gibiński, polski malarz (ur. 1882)
  - T.D. Richardson, brytyjski łyżwiarz figurowy (ur. 1887)
- 1972:
  - John Berryman, amerykański poeta (ur. 1914)
  - Jacques Mangers, luksemburski duchowny katolicki, wikariusz apostolski Norwegii, biskup Oslo (ur. 1889)
- 1973:
  - Bolesław Danilczuk, polski historyk ruchu robotniczego (ur. 1928)
  - Henryk Mączkowski, polski ilustrator, rysownik, grafik, malarz (ur. 1936)
- 1974 – Wiesław Mirewicz, polski aktor (ur. 1904)
- 1975:
  - Newton Cardoso, brazylijski piłkarz, trener (ur. 1925)
  - Halina Kuczkowska, polska działaczka socjalistyczna, polityk, wiceminister oświaty, poseł do KRN (ur. 1901)
  - Jewdokija Raczkiewicz, radziecka podpułkownik lotnictwa (ur. 1907)
  - Boris Trofimow, radziecki funkcjonariusz radzieckich organów bezpieczeństwa, generał major (ur. 1902)
- 1977 – Janus Braspennincx, holenderski kolarz szosowy i torowy (ur. 1903)
- 1978:
  - George Burns, amerykański baseballista (ur. 1893)
  - Jerzy Dowkontt, polski inżynier, konstruktor, wykładowca akademicki (ur. 1906)
  - Anatolij Kuźmin, radziecki żużlowiec (ur. 1950)
  - Hana Meličková, słowacka aktorka, pedagog (ur. 1900)
  - Georges Prud’Homme, kanadyjski bokser (ur. 1898)
- 1979:
  - Vilma Egresi, węgierska kajakarka (ur. 1936)
  - Thoralf Hagen, norweski wioślarz (ur. 1887)
  - Ivan Stedman, australijski pływak (ur. 1895)
  - Zbigniew Turski, polski kompozytor, dyrygent (ur. 1908)
- 1980:
  - Dow Josef, izraelski polityk (ur. 1899)
  - Józef Konarzewski, polski generał brygady MO, komendant główny (ur. 1907)
  - Adam Kuryłło, polski inżynier budownictwa, wykładowca akademicki (ur. 1889)
  - Simonne Mathieu, francuska tenisistka (ur. 1908)
  - Eddie Scarf, australijski zapaśnik (ur. 1908)
  - Larry Williams(inne języki), amerykański muzyk bluesowy (ur. 1935)
- 1981:
  - José Ardévol, kubański kompozytor dyrygent pochodzenia hiszpańskiego (ur. 1911)
  - Eugeniusz Ajnenkiel, polski historyk, działacz partyjny i samorządowy, polityk, poseł do KRN, na Sejm Ustawodawczy i Sejm PRL, wiceprezydent Łodzi (ur. 1900)
  - Władimir Mielnikow, radziecki polityk (ur. 1905)
  - Jan Przecherka, polski piłkarz (ur. 1922)
- 1982:
  - Wiktor Arkin, polski okulista, wykładowca akademicki pochodzenia żydowskiego (ur. 1894)
  - Jan Gałązka, polski bokser, trener (ur. 1945)
- 1983:
  - Fajka bint Fu’ad, egipska księżniczka (ur. 1926)
  - Edmund Jacobson, amerykański internista, fizjolog, psychiatra, wykładowca akademicki (ur. 1888)
  - Jerzy Wołkowicki, polski dowódca wojskowy, komandor porucznik w służbie rosyjskiej, generał brygady WP (ur. 1883)
- 1984:
  - Tomasz Czernohorski-Fehérváry, węgierski arcybiskup starokokatolicki pochodzenia polskiego (ur. 1917)
  - Karl Gustav Fellerer, niemiecki muzykolog (ur. 1902)
  - Alfred Kastler, francuski fizyk, wykładowca akademicki, laureat Nagrody Nobla pochodzenia niemieckiego (ur. 1902)
  - Ismet Mujezinović, bośniacki malarz, grafik (ur. 1907)
- 1985:
  - Władimir Kokkinaki, radziecki pilot doświadczalny pochodzenia greckiego (ur. 1904)
  - Anatolij Miechriencew, radziecki polityk (ur. 1926)
  - Jerzy Ostrowski, polski pilot samolotowy, modelarz, instruktor (ur. 1935)
  - Jules Vandooren, francuski piłkarz, trener (ur. 1908)
  - Zbysław Zając, polski kolarz torowy (ur. 1933)
- 1986:
  - Juan Rulfo, meksykański pisarz (ur. 1917)
  - Tadeusz Władysław Sokołowski, polski okulista, żołnierz AK (ur. 1899)
- 1987:
  - Awner W. Less, izraelski policjant (ur. 1916)
  - Stanisław Matuszewski, polski rolnik, polityk, poseł na Sejm PRL (ur. 1946)
  - Jacek Susuł, polski dziennikarz (ur. 1930)
- 1988:
  - Wiaczesław Aleksandrow, radziecki młodszy sierżant (ur. 1968)
  - Michel Auclair(inne języki), francuski aktor (ur. 1922)
  - Apołłon Dowojno-Sołłogub, rosyjski prawosławny działacz emigracyjny, publicysta (ur. 1891 lub 92)
  - Trevor Howard, brytyjski aktor (ur. 1913)
  - Wenko Markowski, macedoński poeta, partyzant, działacz komunistyczny (ur. 1915)
- 1989:
  - Hirohito, cesarz Japonii (ur. 1901)
  - Ugo Pignotti, włoski szermierz (ur. 1898)
- 1990:
  - Eero Böök, fiński szachista (ur. 1910)
  - Tadeusz Brzeziński, polski dyplomata (ur. 1896)
  - Gerald Gardiner, brytyjski polityk (ur. 1900)
  - Bronko Nagurski, kanadyjski futbolista pochodzenia polsko-ukraińskiego (ur. 1908)
- 1991:
  - Kandrat Krapiwa(inne języki), białoruski prozaik, poeta (ur. 1896)
  - Henri Louveau, francuski kierowca wyścigowy (ur. 1910)
  - Josef Stroh, austriacki piłkarz, trener (ur. 1913)
- 1992:
  - Gilles Lalay, francuski motocyklista rajdowy (ur. 1962)
  - Andrew Marton(inne języki), amerykański reżyser filmowy pochodzenia węgierskiego (ur. 1904)
- 1993 – Henryk Piecha, polski duchowny katolicki, dziennikarz, poeta (ur. 1946)
- 1994 – Vittorio Mezzogiorno, włoski aktor (ur. 1941)
- 1995:
  - Harry Golombek, brytyjski szachista, sędzia szachowy, dziennikarz, autor książek o tematyce szachowej (ur. 1911)
  - Murray Rothbard, amerykański ekonomista (ur. 1926)
  - Grigorij Szczedrin, radziecki wiceadmirał (ur. 1912)
  - Ted Tetzlaff(inne języki), amerykański reżyser filmowy (ur. 1903)
- 1996:
  - John A. Gronouski, amerykański urzędnik państwowy, dyplomata (ur. 1919)
  - Károly Grósz, węgierski polityk, premier Węgier (ur. 1930)
- 1998:
  - Piotr Grabowski, polski aktor (ur. 1947)
  - Richard Hamming, amerykański matematyk (ur. 1915)
  - Slawa Metreweli, gruziński piłkarz, trener (ur. 1936)
  - Valerio Perentin, włoski wioślarz (ur. 1909)
  - Vladimir Prelog, chorwacki chemik, laureat Nagrody Nobla (ur. 1906)
- 2001:
  - Charles Hélou, libański polityk, prezydent Libanu (ur. 1913)
  - Stanisław Steczkowski, polski dyrygent, pedagog (ur. 1935)
- 2002:
  - René Etiemble, francuski pisarz, historyk literatury (ur. 1909)
  - Lew Zajkow, radziecki polityk (ur. 1923)
- 2003 – Helmut Zenker, austriacki pisarz (ur. 1949)
- 2004:
  - Piotr Kowalski, polski rzeźbiarz, matematyk, architekt (ur. 1927)
  - Jerzy Skarżyński, polski malarz, scenograf (ur. 1924)
  - Ingrid Thulin, szwedzka aktorka (ur. 1926)
  - Marian Ussorowski, polski reżyser filmów dokumentalnych (ur. 1925)
  - Mario Zatelli, francuski piłkarz, trener (ur. 1912)
- 2005:
  - Pierre Daninos, francuski pisarz, dziennikarz (ur. 1913)
  - Eileen Desmond, irlandzka polityk (ur. 1932)
  - Aleksandr Prochorow, rosyjski piłkarz, bramkarz, trener pochodzenia białoruskiego (ur. 1946)
- 2006:
  - Heinrich Harrer, austriacki alpinista, himalaista, geograf, pisarz (ur. 1912)
  - Roman Pomianowski, polski kapitan żeglugi wielkiej (ur. 1954)
- 2007:
  - Magnús Magnússon, brytyjski prezenter telewizyjny, dziennikarz, pisarz, tłumacz pochodzenia islandzkiego (ur. 1929)
  - Olli-Matti Multamäki, fiński generał (ur. 1948)
  - Zdzisław Piątek, polski inżynier budowlany (ur. 1938)
  - Joseph Meng Ziwen, chiński duchowny katolicki, biskup Nanningu (ur. 1903)
- 2008:
  - Philip Agee, amerykański pisarz, agent CIA (ur. 1935)
  - Maryvonne Dupureur, francuska lekkoatletka, biegaczka średniodystansowa (ur. 1937)
  - Alwyn Schlebusch, południowoafrykański polityk, wiceprezydent RPA (ur. 1917)
  - Remigiusz Szczęsnowicz, polski dziennikarz, publicysta, tłumacz (ur. 1923)
- 2009:
  - Maria Honowska, polska językoznawczyni, slawistka (ur. 1924)
  - Bogdan Pigłowski, polski działacz antykomunistyczny (ur. 1949)
  - Jayne Soliman, brytyjska łyżwiarka figurowa, trenerka (ur. 1968)
  - Ray Dennis Steckler, amerykański aktor, reżyser filmowy (ur. 1938)
- 2010:
  - Sándor Barcs, węgierski działacz sportowy (ur. 1912)
  - Philippe Séguin, francuski polityk (ur. 1943)
- 2011:
  - Phil Kennemore, amerykański muzyk, basista, wokalista (ur. 1953)
  - Krzysztof Kolberger, polski aktor, reżyser teatralny (ur. 1950)
  - Włodzimierz Ławniczak, polski dziennikarz (ur. 1959)
- 2013:
  - David R. Ellis, amerykański reżyser filmowy, kaskader (ur. 1952)
  - Jiřina Jirásková, czeska aktorka (ur. 1931)
- 2014 – Run Run Shaw, chiński producent filmowy (ur. 1907)
- 2015:
  - Natalja Ażykmaa-Ruszewa, tuwińska tancerka baletowa (ur. 1926)
  - Jean Cabut, francuski karykaturzysta, autor komiksów (ur. 1938)
  - Elsa Cayat, francuska psychiatra, psychoanalityk, felietonistka (ur. 1960)
  - Stéphane Charbonnier, francuski karykaturzysta, dziennikarz (ur. 1967)
  - Piet Cleij, holenderski językoznawca, interlingwista (ur. 1927)
  - Philippe Honoré, francuski karykaturzysta, dziennikarz (ur. 1941)
  - Tadeusz Konwicki, polski pisarz, scenarzysta i reżyser filmowy (ur. 1926)
  - Bernard Maris, francuski ekonomista, dziennikarz (ur. 1946)
  - Jean-Paul Parise, kanadyjski hokeista (ur. 1941)
  - Jethro Pugh, amerykański futbolista (ur. 1944)
  - Rod Taylor, australijski aktor (ur. 1930)
  - Bernard Verlhac, francuski karykaturzysta (ur. 1957)
  - Georges Wolinski, francuski karykaturzysta pochodzenia żydowskiego (ur. 1934)
- 2016:
  - Wiktor Jassem, polski fonetyk, filolog, językoznawca, profesor nauk technicznych (ur. 1922)
  - John Johnson, amerykański koszykarz (ur. 1947)
  - Kitty Kallen, amerykańska piosenkarka (ur. 1921)
  - Aszraf Pahlawi, irańska księżniczka (ur. 1919)
  - Andrzej Radwański, polski geolog i paleontolog (ur. 1934)
  - Andrzej Rojek, polski muzyk, wokalista, artysta kabaretowy (ur. 1955)
  - Siergiej Szustikow, rosyjski piłkarz, trener (ur. 1970)
  - Valerio Zanone, włoski dziennikarz, polityk (ur. 1936)
  - Helena Ziółkowska, polska nefrolog (ur. 1957)
- 2017:
  - Jerzy Kossela, polski gitarzysta, wokalista, kompozytor, autor tekstów, członek zespołu Czerwone Gitary (ur. 1942)
  - Lelio Lagorio, włoski polityk (ur. 1925)
  - Mário Soares, portugalski polityk, premier i prezydent Portugalii (ur. 1924)
  - Lech Trzeciakowski, polski historyk (ur. 1931)
  - Zsuzsa Vathy, węgierska pisarka (ur. 1940)
- 2018:
  - France Gall, francuska piosenkarka (ur. 1947)
  - Peter Sutherland, irlandzki polityk, prawnik, prokurator generalny, dyrektor generalny GATT i Światowej Organizacji Handlu (ur. 1946)
  - Bjørg Vik, norweska pisarka, feministka (ur. 1935)
- 2019:
  - Mosze Arens, izraelski inżynier, dyplomata, polityk, minister spraw zagranicznych i obrony (ur. 1925)
  - Vytautas Einoris, litewski agronom, ekonomista, dyplomata, polityk, minister rolnictwa (ur. 1930)
  - Bernard Tchoullouyan, francuski judoka (ur. 1953)
- 2020:
  - Gerald Bowden, brytyjski polityk (ur. 1935)
  - Khamis Al-Owairan, saudyjski piłkarz (ur. 1973)
  - Neil Peart, kanadyjski perkusista rockowy, członek zespołu Rush (ur. 1952)
  - Grażyna Przybylska-Wendt, polska lekarka, działaczka opozycji antykomunistycznej (ur. 1935)
  - Abderrazak Rassaa, tunezyjski polityk, minister przemysłu i finansów (ur. 1930)
  - Jerzy Więcław, polski politolog, dyplomata (ur. 1949)
  - Elizabeth Wurtzel, amerykańska adwokat, dziennikarka, pisarka (ur. 1967)
- 2021:
  - Michael Apted, brytyjski aktor, reżyser, scenarzysta i producent filmowy (ur. 1941)
  - Walerij Chlewinski, rosyjski aktor (ur. 1943)
  - Thomas Gumpert, niemiecki aktor (ur. 1952)
  - Wołodymyr Kyselow, ukraiński lekkoatleta, kulomiot (ur. 1957)
  - Tommy Lasorda, amerykański baseballista, menedżer (ur. 1927)
  - Wawrzyniec Podrzucki, polski biolog, pisarz science fiction (ur. 1962)
  - Marion Ramsey, amerykańska aktorka (ur. 1947)
  - Henri Schwery, szwajcarski duchowny katolicki, arcybiskup Sionu, kardynał (ur. 1932)
  - Krzysztof Śliwiński, polski dyplomata, działacz katolicki oraz opozycji antykomunistycznej (ur. 1940)
  - Robert Znajomski, polski artysta-plastyk, grafik, twórca mail-artów (ur. 1968)
- 2022:
  - Mino De Rossi, włoski kolarz szosowy i torowy (ur. 1931)
  - Jack Dromey, brytyjski związkowiec, polityk (ur. 1948)
  - Mark Forest, amerykański kulturysta, aktor, śpiewak operowy, nauczyciel śpiewu (ur. 1933)
  - Anatolij Kwasznin, rosyjski generał armii, polityk, szef Sztabu Generalnego Sił Zbrojnych Federacji Rosyjskiej (ur. 1946)
  - Jan Swantek, amerykański duchowny katolicki, pierwszy biskup Polskiego Narodowego Kościoła Katolickiego w Stanach Zjednoczonych i Kanadzie (ur. 1933)
  - Iles Tatajew, czeczeński reżyser i scenarzysta filmowy (ur. 1938)
- 2023:
  - Stefan Brzózka, polski szachista (ur. 1931)
  - Joachim Glensk, polski literaturoznawca, prasoznawca (ur. 1935)
  - Modeste M’Bami, kameruński piłkarz (ur. 1982)
  - Adam Rich, amerykański aktor (ur. 1968)
- 2024:
  - Franz Beckenbauer, niemiecki piłkarz, trener i działacz piłkarski (ur. 1945)
  - Alberto Colombo, włoski kierowca wyścigowy (ur. 1946)
  - Mateusz Rutkowski, polski skoczek narciarski (ur. 1986)
  - Stanisław Sędziwy, polski matematyk, wykładowca akademicki  (ur. 1934)
- 2025:
  - Ayla Erduran, turecka skrzypaczka (ur. 1934)
  - Jean-Marie Le Pen, francuski prawnik, polityk, eurodeputowany (ur. 1928)
  - Mirosława Marcheluk, polska aktorka (ur. 1939)
  - Walter Martos, peruwiański wojskowy, generał-major, polityk, minister obrony, premier Peru (ur. 1957)
  - Joseph Trần Xuân Tiếu, wietnamski duchowny katolicki, biskup Long Xuyên (ur. 1945)
  - Urszula Trawińska-Moroz, polska śpiewaczka operowa (sopran koloraturowy) (ur. 1937)
  - Kazimierz Trzęsicki, polski informatyk, filozof, profesor nauk humanistycznych, działacz opozycji antykomunistycznej (ur. 1947)